# Valeriana vaga
Valeriana vaga är en kaprifolväxtart som beskrevs av Dominique Clos. Valeriana vaga ingår i släktet vänderötter, och familjen kaprifolväxter. Inga underarter finns listade i Catalogue of Life.